# Ceruloplasmina
Ceruloplasmina és un enzim ferroxidasa que en humans està codificat pel gen CP.
La ceruloplasmina és la principal proteïna que transporta coure a la sang, i a més té un paper en el metabolisme del ferro. Va ser descrit per primera vegada el 1948. Una altra proteïna, hefesta, es destaca per la seva homologia a la ceruloplasmina, i també participa en el metabolisme del ferro i, probablement, del coure.

## Funció
La ceruloplasmina és un enzim (número EC 1,16.3.1) sintetitzat en el fetge que conté 6 àtoms de coure en la seva estructura. La ceruloplasmina porta més del 95% del total del coure en plasma humà sa. La resta correspon a macroglobulines. La ceruloplasmina exhibeix una activitat oxidasa dependent del coure, que s'associa amb la possible oxidació de Fe2 + (ferro fèrròs) en Fe  3+ (ferro fèrric), per tant, ajuda en el seu transport en plasma associat a transferrina, que pot transportar ferro només a l'estat fèrric. El pes molecular de la ceruloplasmina humana és de 151 kDa.

## Importància clínica
Igual que qualsevol altra proteïna plasmàtica, els nivells disminueixen en pacients amb malaltia hepàtica a causa de la disminució de les capacitats de síntesi.
Mecanismes de baixos nivells de ceruloplasmina:
- Expressió gènica genèticament baixa (aceruloplasminèmia)
- Els nivells de coure són baixos en general
  - Malnutrició / detectar deficiència de metall a la font d'alimentació
- El coure no creua la barrera intestinal a causa de la deficiència ATP7A (malaltia de Menkes)
- L'enviament de coure a la llum del reticle endoplasmàtic - La xarxa Golgi està absent en hepatòcits a causa de l'absència d'ATP7B (malaltia de Wilson)

La disponibilitat de coure no afecta la traducció de la proteïna naixent. No obstant això, l'apoenzim sense coure és inestable. L'apoceruloplasmina es degrada majoritàriament intracel·lularment en l'hepatòcit i la petita quantitat que s'expedeix té una vida curta de mig temps de 5 hores en comparació amb els 5,5 dies per a la holo-ceruloplasmina.
Les mutacions en el gen de la ceruloplasmina (CP), molt poc freqüents, poden conduir a la malaltia genètica aceruloplasminèmia, caracteritzada per hiperferritinèmia amb sobrecàrrega de ferro. Al cervell, aquesta sobrecàrrega de ferro pot conduir a signes i símptomes neurològics característics, com l'atàxia cerebel·losa, la demència progressiva i els signes extrapiramidals. L'excés de ferro també es pot dipositar al fetge, el pàncrees i la retina, que condueixen a cirrosi, endocrina i a la pèrdua de visió, respectivament.